# Балтачевское сельское поселение (Камско-Устьинский район)
Балтачевское се́льское поселе́ние — муниципальное образование в Камско-Устьинском районе Татарстана Российской Федерации.
Административный центр — село Балтачево.

## История
Статус и границы сельского поселения установлены Законом Республики Татарстан от 31 марта 2005 года № 26-ЗРТ «Об установлении границ территорий и статусе муниципального образования "Камско-Устьинский муниципальный район" и муниципальных образований в его составе».

## Население
| 2010 | 2011 | 2012 | 2013 | 2014 | 2015 | 2016 |
| ---- | ---- | ---- | ---- | ---- | ---- | ---- |
| 270  | ↘269 | ↘266 | ↘254 | ↘241 | ↘236 | ↘224 |
| 2017 | 2018 |      |      |      |      |      |
| ↘216 | ↘210 |      |      |      |      |      |

## Состав сельского поселения
| № | Населённый пункт | Тип населённого пункта       | Население |
| - | ---------------- | ---------------------------- | --------- |
| 1 | Балтачево        | село, административный центр | ↘216      |

## Известные уроженцы
- Митин, Александр Матвеевич  (1914—19??) — советский военачальник, полковник. Родился в селе Шершалан, ныне одноименный хутор на территории поселения.